# Задикашвили, Мурад Вахтангович
Мурад Вахтангович Задикашвили (18 декабря 1946, Кутаиси, Грузинская ССР — 5 августа 2020) — советский футболист, левый крайний нападающий, российский футбольный тренер.

## Биография
Воспитанник футбольной школы кутаисского «Торпедо». В 1964 году вошёл в заявку взрослой команды своего клуба, но ни одного матча не сыграл. В 1965 году дебютировал во взрослом футболе в составе новороссийского «Цемента» в классе «Б». В начале 1966 года впервые перешёл в «Рубин», весной того же года был вызван на сбор молодёжной сборной СССР, где был замечен представителями клубов высшей лиги.
В июне 1966 года перешёл в московский «Локомотив», в его составе дебютировал в высшей лиге 8 июня 1966 года против куйбышевских «Крыльев Советов», заменив на 65-й минуте Владимира Козлова. Всего сыграл 5 матчей за железнодорожников в июне-июле, потом получил травму, а после восстановления уже не попадал в состав.
В 1967 году вернулся в «Рубин», где стал игроком основного состава. Играл преимущественно на фланге нападения, отдавал много голевых передач. В 1972 году перешёл в кутаисское «Торпедо», но там не закрепился в составе и спустя год вернулся в «Рубин». В 1974 году стал серебряным призёром финального турнира второй лиги. В 1975 году признан лучшим футболистом года в Татарии. Завершил выступления по окончании сезона 1977 года, когда команда вылетела из первой лиги во вторую и руководство затеяло омоложение состава. Всего в составе казанского клуба за 11 сезонов сыграл 362 матча и забил 56 голов. Занимает второе место в клубной истории по числу матчей после защитника Валерия Мартынова. Стал автором 600-го и 700-го гола в истории «Рубина».
Имел высшее образование, по специальности строитель. В 1980-е годы работал по специальности в Ливии.
С 1989 по 1995 год работал начальником команды в «Рубине». С июля 1993 года по май 1995 года, когда команда испытывала финансовые трудности, совмещал должность начальника с должностью главного тренера.

## Известные адреса
- Казань, проспект Ибрагимова, дом 59.[2]